# Râul Ghilăuca, Ibăneasa
Râul Ghilăuca este un curs de apă, afluent al râului Ibăneasa. 